# Cardiomyopathie œnolique
La cardiomyopathie œnolique (ou cardiomyopathie éthylique, ou alcoolique) est une forme de cardiomyopathie dilatée avec dysfonction systolique, secondaire à la prise chronique de boissons alcoolisés.

## Signes
Elle se manifeste par une insuffisance cardiaque.

## Physiopathologie
L'alcool a des effets toxiques directs sur le muscle cardiaque. Il favorise le stress oxydatif, l'autophagie. L'acétaldéhyde, un métabolite de l'éthanol, a également un rôle délétère.
Certains gènes augmentent le risque de survenue d'une cardiomyopathie après exposition à l'alcool. C'est le cas d'un polymorphisme du gène de l'enzyme de conversion

## Diagnostic
Il s'agit d'une cardiomyopathie dilatée avec fraction d'éjection basse, sans autre cause retrouvée (en particulier sans atteinte significative des artères coronaires) dans un contexte d'alcoolisme chronique (typiquement plus de 80 g d'alcool par jour depuis plus de 5 ans).
L'électrocardiogramme ne montre pas d'anomalie spécifique. l'IRM cardiaque et l'échocardiographie montre une dilatation ventriculaire gauche avec abaissement de la fraction d'éjection, sans particularité par rapport aux autres cardiopathies dilatées.

## Évolution
Le sevrage alcoolique permet la régression des signes et la récupération, au moins partielle, de la fonction cardiaque.

## Traitement
Outre le traitement classique d'une insuffisance cardiaque à fraction d'éjection basse, le sevrage en alcool est impératif.